# نوری‌ماکی

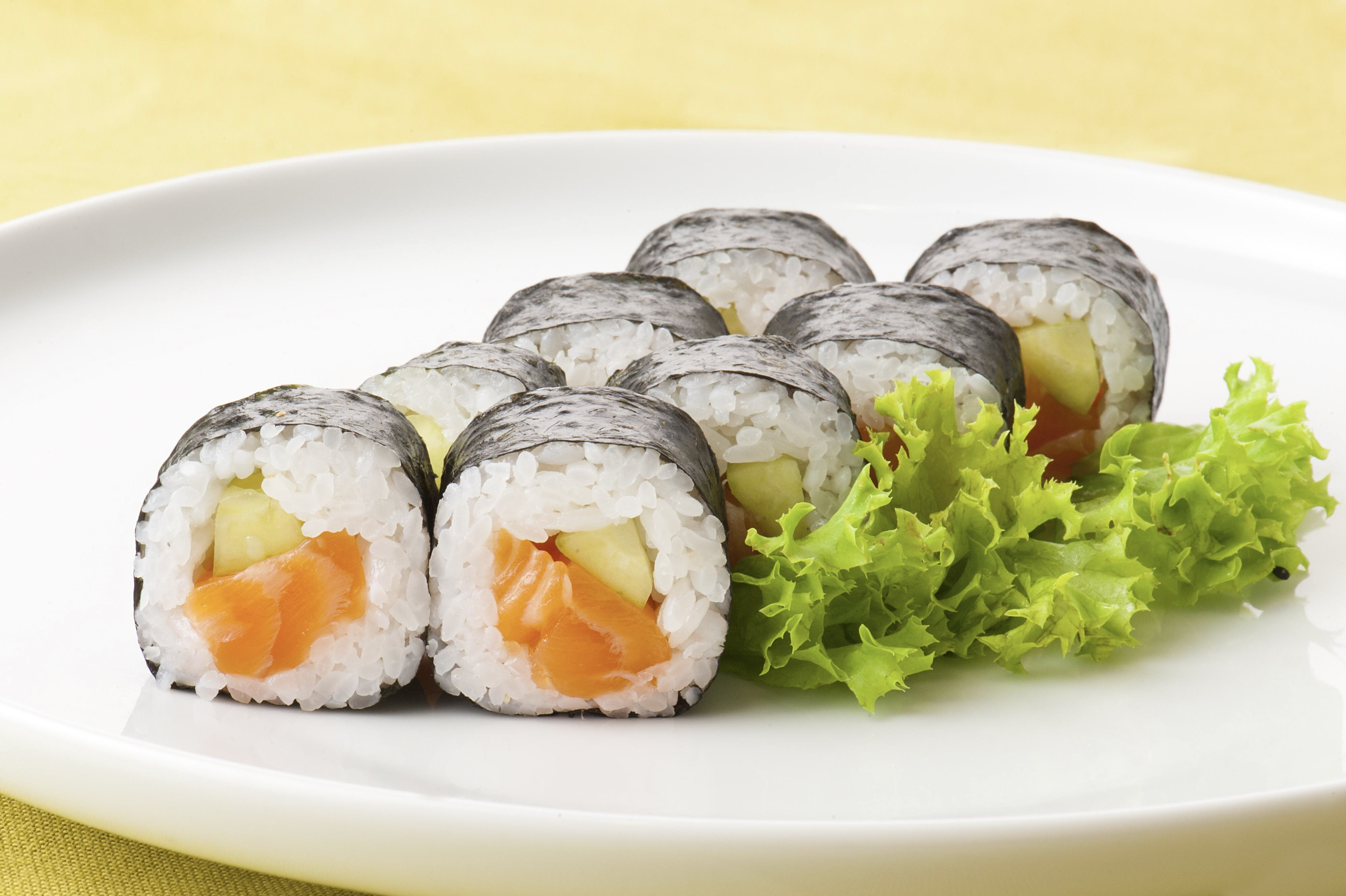
نُوری‌ماکی

نُوری‌ماکی (به ژاپنی: 海苔巻き Norimaki) به غذاهایی گفته می‌شود که با پیچیده شدن نوری به دور موادغذایی به غذا بو و طعم این جلبک خوراکی داده می‌شود. نوری‌ماکی‌ها بیشتر برای تهیه سوشی بکار می‌رود، به غیر از سوشی برای تهیه اونیگیری و غذاهای دیگر نیز کاربرد دارد. به غیر از غذا نوری به دور سنبی یکی از تنقلات برنجی ژاپن نیز پیچیده می‌شود.

## انواع نوری‌ماکی در سوشی
| تصویر | به فارسی                   | به ژاپنی           | توضیحات |
| ----- | -------------------------- | ------------------ | --- |
|       | گونکان‌ماکی (رول کشتی جنگی) | 軍艦巻 Gunkan-maki | هر چند نام ماکی دارد ولی در اصل یک نوع نیگیری‌زوشی است. معنی رول کشتی جنگی می‌دهد. جلبک نوری به دور سوشی پیچیده شده می‌شود. نوری بر سر سوشی حالت دیواره مانندی را به وجود می‌آورد و مانع از افتادن مواد می‌شود. |
|       | چوماکی (رول متوسط)         | 中巻き Chu maki    | اندازه رول در حد متوسط است. بیش از یک ماده غذایی داخل برنج جا دارد. |
|       | فوتوماکی (رول بزرگ)        | 太巻き Futo maki   | قطر رول بزرگ است. در داخل رول ممکن است گل یا شکل‌های مخصوص طراحی شود. |
|       | هوسوماکی (رول نازک)        | 細巻き Hoso maki   | قطر رول کوچک است و تنها یک ماده ترکیبی در داخل برنج آن جای می‌گیرد. |
|       | تِه‌ماکی (سوشی قیفی)         | 手巻き Temaki      | شکل سوشی شبیه قیف است. |
|       | پشت‌به‌رو (پشت‌به‌رو)          | 裏巻 یا Uramaki    | یک سبک جدید است. در این سبک سطح بیرونی رول برنج است و بر روی برنج دانه‌های کنجد یا توبیکو چسبیده‌است. |

## نگارخانه

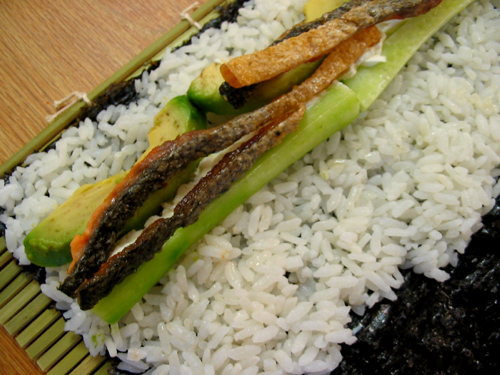
نحوه درست کردن نوری‌ماکی
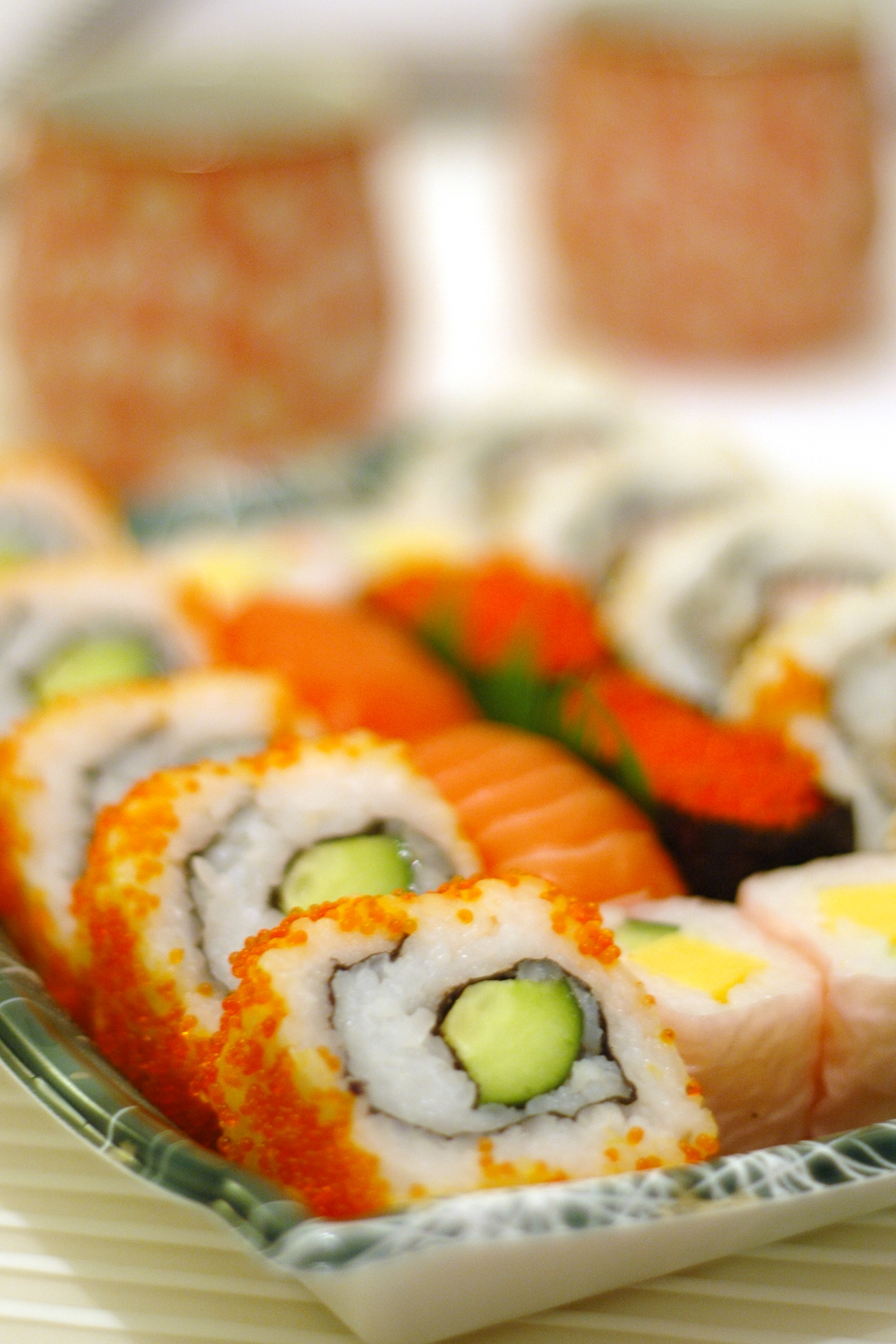
کالیفرنیا رول